# Sandro Gamarra
Sandro Andrés Gamarra (Lima, Perú, 16 de enero de 1975) es un exfutbolista peruano que ocupó la posición de defensa.

## Trayectoria
Inició su carrera en las divisiones inferiores de Alianza Lima desde los catorce años de edad, donde se convirtió en el defensa titular y capitán del equipo juvenil, por lo que le valió ser promovido al equipo principal, debutando en el Campeonato Descentralizado de 1995.
Entre 1997 y 2002 fue cedido por Alianza Lima a varios clubes peruanos. En 2003 realiza la pretemporada nuevamente con FBC Melgar y luego es traspasado a la Universidad César Vallejo Club de Fútbol. Tuvo un corto paso por el futbol mexicano y venezolano, específicamente en el Atlético Celaya y Zamora Fútbol Club, respectivamente.
Durante la temporada 2010 es confirmado su vuelta a Deportivo Coopsol de Segunda División del fútbol peruano, siendo este su último club.

## Clubes
| Club              | País      | Año       |
| ----------------- | --------- | --------- |
| Alianza Lima      | Perú      | 1995-1996 |
| FBC Melgar        | Perú      | 1997      |
| Juan Aurich       | Perú      | 1998      |
| Atlético Celaya   | México    | 1999      |
| Sport Boys        | Perú      | 2000-2001 |
| Deportivo Coopsol | Perú      | 2001-2002 |
| FBC Melgar        | Perú      | 2003      |
| César Vallejo     | Perú      | 2004-2005 |
| Unión Huaral      | Perú      | 2006      |
| Total Clean       | Perú      | 2007-2008 |
| José Gálvez FBC   | Perú      | 2009      |
| Zamora FC         | Venezuela | 2009      |
| Deportivo Coopsol | Perú      | 2010      |